# سلرون

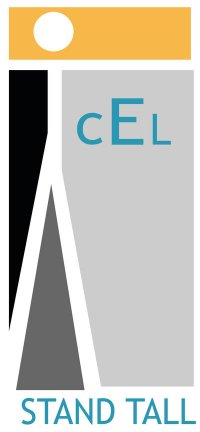
پردازنده سلرون

سلرون (به انگلیسی: Celeron) نوعی پردازندهاست که توسط شرکت اینتل ساخته می‌شود. این نوع پردازنده‌ها سرعت و قیمت پایین تری نسبت به مدلهای پنتیوم دارند.